# Dąbrowa (gromada w powiecie mławskim)
Dąbrowa (od 31 XII 1961 Kowalewko) – dawna gromada, czyli najmniejsza jednostka podziału terytorialnego Polskiej Rzeczypospolitej Ludowej w latach 1954–1972.
Gromady, z gromadzkimi radami narodowymi (GRN) jako organami władzy najniższego stopnia na wsi, funkcjonowały od reformy reorganizującej administrację wiejską przeprowadzonej jesienią 1954 do momentu ich zniesienia z dniem 1 stycznia 1973, tym samym wypierając organizację gminną w latach 1954–1972.
Gromadę Dąbrowa z siedzibą GRN w Dąbrowie utworzono – jako jedną z 8759 gromad na obszarze Polski – w powiecie mławskim w woj. warszawskim, na mocy uchwały nr VI/10/8/54 WRN w Warszawie z dnia 5 października 1954. W skład jednostki weszły obszary dotychczasowych gromad Dalnia, Dąbrowa, Ignacewo, Józefowo, Mdzewko i Syberia ze zniesionej gminy Dąbrowa oraz obszary dotychczasowych gromad Mdzewo i Budy Mdzewskie ze zniesionej gminy Unierzyż w tymże powiecie. Dla gromady ustalono 18 członków gromadzkiej rady narodowej.
31 grudnia 1959 do gromady Dąbrowa przyłączono obszar zniesionej gromady Kowalewko (bez wsi Doziny), a także wieś Rudowo ze znoszonej gromady Bońkowo Podleśne w tymże powiecie.
31 grudnia 1961 z gromady Dąbrowa wyłączono wieś Mdzewo, włączając ją do gromady Strzegowo-Osada w tymże powiecie, po czym gromadę Dąbrowa zniesiono, przenosząc siedzibę GRN z Dąbrowy do Kowalewka i zmieniając nazwę jednostki na gromada Kowalewko.